# Поточино (деревня)
Поточино́ —  деревня в Орехово-Зуевском муниципальном районе Московской области. Входит в состав сельского поселения Малодубенское. В деревне находится храм Иконы Божией Матери Боголюбская.
Население — 46 чел. (2010).

## География
Деревня Поточино расположена в северной части Орехово-Зуевского района, примерно в 7 км к северу от города Орехово-Зуево. Высота над уровнем моря 128 м. Рядом с деревней протекает река Сафониха. Ближайшие населённые пункты — деревни Трусово и Малая Дубна.

## Название
Название связано с народным географическим термином поточина — «небольшой родник, ручей».

## История

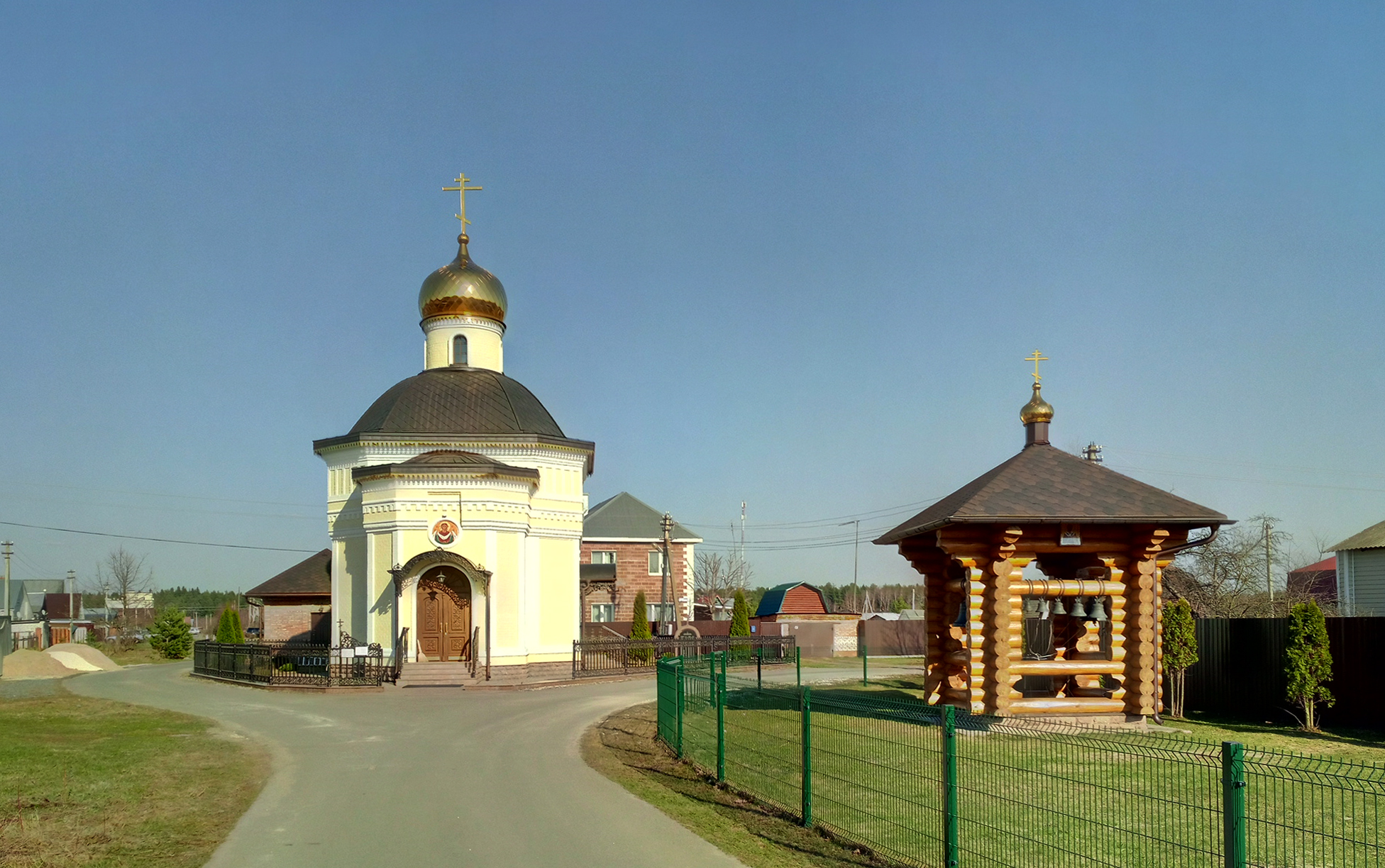
Церковь Боголюбской иконы Божией Матери

В ревизских сказках 1—10 ревизий 1719—1858 годов называлось сельцом, но о господских домах упоминаний нет.
В XIX — начале XX века входила в состав Покров-Слободской волости Покровского уезда Владимирской губернии и относилась к Житенинскому приходу.
В 1926 году деревня являлась центром Поточинского сельсовета Покровской волости Орехово-Зуевского уезда Московской губернии.
С 1929 года — населённый пункт в составе Орехово-Зуевского района Орехово-Зуевского округа Московской области, с 1930-го, в связи с упразднением округа, — в составе Орехово-Зуевского района Московской области.
До муниципальной реформы 2006 года Поточино входило в состав Малодубенского сельского округа Орехово-Зуевского района.
С середины XIX века в центре деревни на перекрестии улиц стояла православная часовня в память Покрова Божией Матери, которая в советское время была разорена, затем использовалась в качестве магазина, а в 60-х годах XX века разрушена. 18 июня 2009 года на месте разрушенной часовни состоялось освящение места под будущую церковь Боголюбской иконы Божией Матери. 1 июля 2017 состоялось освящение построенного храма. Настоятель — протоиерей Андрей Коробков.

## Население
1857 год — 31 двор, 111 житель мужского пола, 123 женского.

1905 год — 64 двора, 371 жителей обоего пола. 

1926 год — 417 человек (190 мужчин, 227 женщин), насчитывалось 78 хозяйств, из которых 75 было крестьянских. 
2002 год — 83 человека (39 мужчин, 44 женщины).
| 1926 | 2002 | 2006 | 2010 |
| ---- | ---- | ---- | ---- |
| 417  | ↘83  | ↘55  | ↘46  |